# カンフー・パンダ2
『カンフー・パンダ2』（原題: Kung Fu Panda 2）は、2011年のアメリカ合衆国のコンピュータアニメーション・アクション・コメディ映画。『カンフー・パンダ』の続編、カンフー・パンダシリーズの第2作目。ドリームワークス・アニメーションが製作、パラマウント・ピクチャーズが配給した。監督は本作が長編監督デビューとなったジェニファー・ユー・ネルソンで、ジャック・ブラック、アンジェリーナ・ジョリー、ダスティン・ホフマン、セス・ローゲン、ルーシー・リュー、デヴィッド・クロス、ジェームズ・ホン、ジャッキー・チェンが前作から続投し、ゲイリー・オールドマン、ミシェル・ヨー、ダニー・マクブライド、デニス・ヘイスバート、ジャン＝クロード・ヴァン・ダム、ヴィクター・ガーバーらが新キャラクターの声を担当した。ポーとマスター・ファイブは、クジャクのシェン大老による中国征服を阻止するためにゴンメンを訪れ、同時にポーの忘れられていた過去も再発見することになる。
2011年5月26日に2D、RealD 3D、デジタル3Dで劇場公開され、批評家から非常に高い評価を得た。1億5,000万ドルの製作費に対し、全世界で6億6,500万ドルの興行収入を記録し、『アナと雪の女王』（2013年）までの女性監督作品として、また『ワンダーウーマン』（2017年）までの女性監督単独作品として最高の興行収入となった。また、2011年の長編アニメーション映画としては最高の興行収入を記録し、第84回アカデミー賞長編アニメーション賞にノミネートされたが、『ランゴ』に敗れる結果となった。ネルソンは、『ペルセポリス』（2007年）のマルジャン・サトラピ以来、初めてアカデミー賞長編アニメーション賞にノミネートされた女性監督となった。続編の『カンフー・パンダ3』は2016年1月に公開された。

## ストーリー
古代中国では、クジャク大老がゴンメンを治めていた。彼は街に喜びと繁栄をもたらし、花火を発明した。ところが息子のシェンは、闇と破壊をもたらす力を持つ、花火の魔力に惹かれた。シェンの両親が予言おばばに相談すると、彼女は「シェンがこのまま進むと、『白と黒の戦士』に倒されるだろう」と予言した。それを聞いたシェンは自分の運命を変えるため、「白と黒の戦士」すなわちジャイアントパンダを全滅させた。シェンの暴挙を知った両親は息子を街から追放し、シェンは「いつの日か故郷に戻り、中国全土を足下にひざまずかせる」と、復讐を誓った。
30年後の中国。カンフーオタクでジャイアントパンダのポーは、ひょんなことから伝説の龍の戦士となり、レッサーパンダのシーフー老師の下で修行を積んでいる。仲間にはマスター・ファイブと呼ばれる5頭の戦士がいた。当初はバカにされていたが、自身の体型から、腹を利用して相手からダメージを受けることなく、相手の力を利用して攻撃する方法で頭角を現した。シーフー老師はポーに次の段階「内なる平和を見いだせ」とアドバイスする。内なる平和を見つけると、気を操れるようになるが、それは自分で見つけないとならず、誰かに教わって会得するものではなかった。漠然とした課題にポーは戸惑いを隠せないでいた。
そんな折、音楽家の村に盗賊が出没したという知らせを受け、ポーとマスター・ファイブは村へ行く。盗賊たちは鐘などの金属類を奪っていた。マスター・ファイブとポーは盗賊たちと戦うが、盗賊団のオオカミ、ウルフ隊長の腕のマークを見た時に、ポーの頭の中に何かの映像、昔の思い出のようなものがフラッシュバックする。ポーは身体が動かなくなり、蹴られて盗賊団に金属製の楽器を奪われた。気になったポーは、自分の過去のことを聞きにふもとに降り、ラーメン店を営むガチョウの父、ミスター・ピンに会いにいくことにした。すっかり大人になったポーに、そろそろ話してもいいだろうと思ったピンは「お前は養子だ」と告白した。ポーは配達された野菜箱の中に入っており、待っても誰も現れないため、自分の息子として育てることにしたという。
その頃、遠くの山ではシェン大老が、復活の時を狙って準備を進めていた。シェンは手下に金属類を集めさせ、巨大な大砲を作っていたのだ。シェンはゴンメンを襲い、カンフー評議会が守るゴンメンを手に入れ、指導者のマスター・サイは殺された。それを知ったシーフー老師は、ポーとマスター・ファイブに、シェンの武器を破壊して正義の裁きを下すよう命じた。旅の支度をした一同は、シェンのいる遠い山に向かった。旅の道中、ポーは夜に、両親が息子である自分をカブと交換するという夢を見た。ずっと育ててくれたピンが父親ではなかったこともショックで、ポーは修行に身が入らない。
やっとゴンメンに到着したポーとマスター・ファイブは、すでにゴンメンがシェンの支配下にあると知る。それだけではなく、シェンは中国全土を支配するために、大砲を乗せた船を出して戦いに行く準備を着々と整えていた。ゴンメンでパンダは目立つため、ポーとマスター・ファイブは獅子舞に入って進むが、シェンの手下に見つかり追われる。逃亡の最中、捕らえられている伝説のマスター・ウシとマスター・ワニのところへ入りこみ、2頭の檻を開けるとシェンを倒すのを手伝ってくれと頼んだ。ところが2頭は恐れをなして引きこもり、「カンフーは死んだ」と言って戦うのを拒否する。ポーたちは再び手下に見つかり、街の中を逃走したがシェンの城に入りこんでしまい、捕まった。シェンと予言おばばの前に引き立てられた一同だが、途中で小さいマスター・カマキリが抜け出し、皆の拘束を解いていた。シェンに立ち向かおうとしたポーだが、羽根のマークを見て、またもや何かの映像が頭の中にフラッシュバックし、身体が動かなくなる。それでも大砲を皆で塔の下に落として壊すが、シェンが隙を見て向かいの別の塔へ逃げ、そこにあった大砲と火の矢で攻撃を受けた。塔は倒れ、ポーたちはそのどさくさまぎれに逃亡する。ポーたちは伝説のマスターたちのところまで逃げたが、マスター・タイガーがポーに詰問した。ポーは「両親と別れた時にあのクジャクがいた。クジャクなら、両親のことを知っている」と答える。ポーは自分の出生の秘密を知りたいと思うが、羽根のマークを見るたびにフリーズするポーを見て危険だと思ったマスター・タイガーは、ここに留まれと言った。シェンはいよいよ中国全土を支配すると言い、オオカミの手下たちを招集した。どうしても気になったポーは、シェンのところへ行き、自分の過去について聞く。それがポーの弱みだと気づいたシェンは、「両親はお前を愛していなかった。捨てたのだ」とポーに嘘を教えると、大砲を浴びせた。ポーは川に落ちて流されるが、それを見つけた予言おばばに介抱される。予言おばばは過去を知っており、ポーに説明した。
予言おばばがポーを介抱してくれた場所は、今は廃墟と化しているが、かつてはパンダが住む豊かな村だった。「白と黒の戦士」がいつかシェンを倒すと予言したために、シェンが村を襲い、火をつけたという。「過去を受け入れろ」と言われたポーは、当時の記憶が蘇ってきた。その村はかつてジャイアントパンダがたくさん住む村だったが、ある日火事が起こり、パンダたちは皆殺しの目にあう。その時ポーの父が「息子を連れて逃げろ」と盾になり、母がポーを連れて逃げた。しかしオオカミの追っ手がかかり、逃げきれないと思った母はポーを途中で見かけた野菜箱に隠したのだ。少なくともパンダの両親は、ポーを捨てたわけではなかった。むしろポーを守ろうとしていて野菜箱に入れたのだと、ポーは気づく。旅の荷物に小さい頃からのおもちゃを見つけたポーは、育ての父、ピンに幸せに育てられたことも思い出す。そして「始まりが幸せでなくても、後の人生を幸せにするのは自分次第。自分で人生を決めるのだ」と悟る。自らの内側に平和を見出したポーは、シーフー老師が出した次の課題をマスターした。
その頃、マスター・ファイブはシェン大老に捕まり、船にくくりつけられていた。シェンは大砲を積んだ船を漕ぎ出し、中国全土を支配しに行くつもりなのだ。その時、行く手へポーが現れ、シェンは大砲でポーを攻撃するように言うが、ポーがちょこまかと移動するため、大砲の狙いを定められないでいた。ポーはマスター・ファイブを助け、船が港を出る前に止めようとする。そこへ、マスター・ウシとマスター・ワニも加勢に来た。マスター・ウシとマスター・ワニは、シーフー老師に説得されてシェンと戦っていたのだ。砲撃手がやられて大砲が撃てなくなると、シェンは「味方がいても撃て」と命令し、無理やり撃たせた。自分の手下までも犠牲にするシェンに、ポーは怒る。ポーは自分に向けて撃たれた大砲の弾を、極めた「内なる平和」で受け流し、あるものは肉球で水の中へ、あるものは返した。返した弾はシェンの味方の船に当たり、「シュカボーン」と言いながらポーが弾を返すと、シェンの乗っていた船に当たり、大砲が壊れた。シェンにポーは「傷痕は治る、消えるんだ」と言い、彼の行ないを改めさせようとした。それでもシェンは戦う道を選ぶ。船の支柱が倒れてきて、シェンはその下敷きになり死んだ。その時、祝福のように、船から花火が上がる。こうしてシェンの中国全土を支配する企みは失敗に終わり、シェンは倒された。
後日、戻ったポーは野菜のカブを持って父、ピンのところを訪れる。そして「出生の秘密が分かった」と告げ、そのうえで自分はミスター・ピンの息子だと告げた。ピンは、養子だと告白したためにポーと縁が切れてしまうかもしれないと、不安に思っていた。ポーの言葉を聞いたピンは、喜んだ。
その頃、はるか遠くの山の絶壁のところに、ジャイアントパンダの群れが隠れて移り住んでいた。ポーの本当の父親であるリー・シェンが、自分の息子が生きていると直感する。

## キャスト

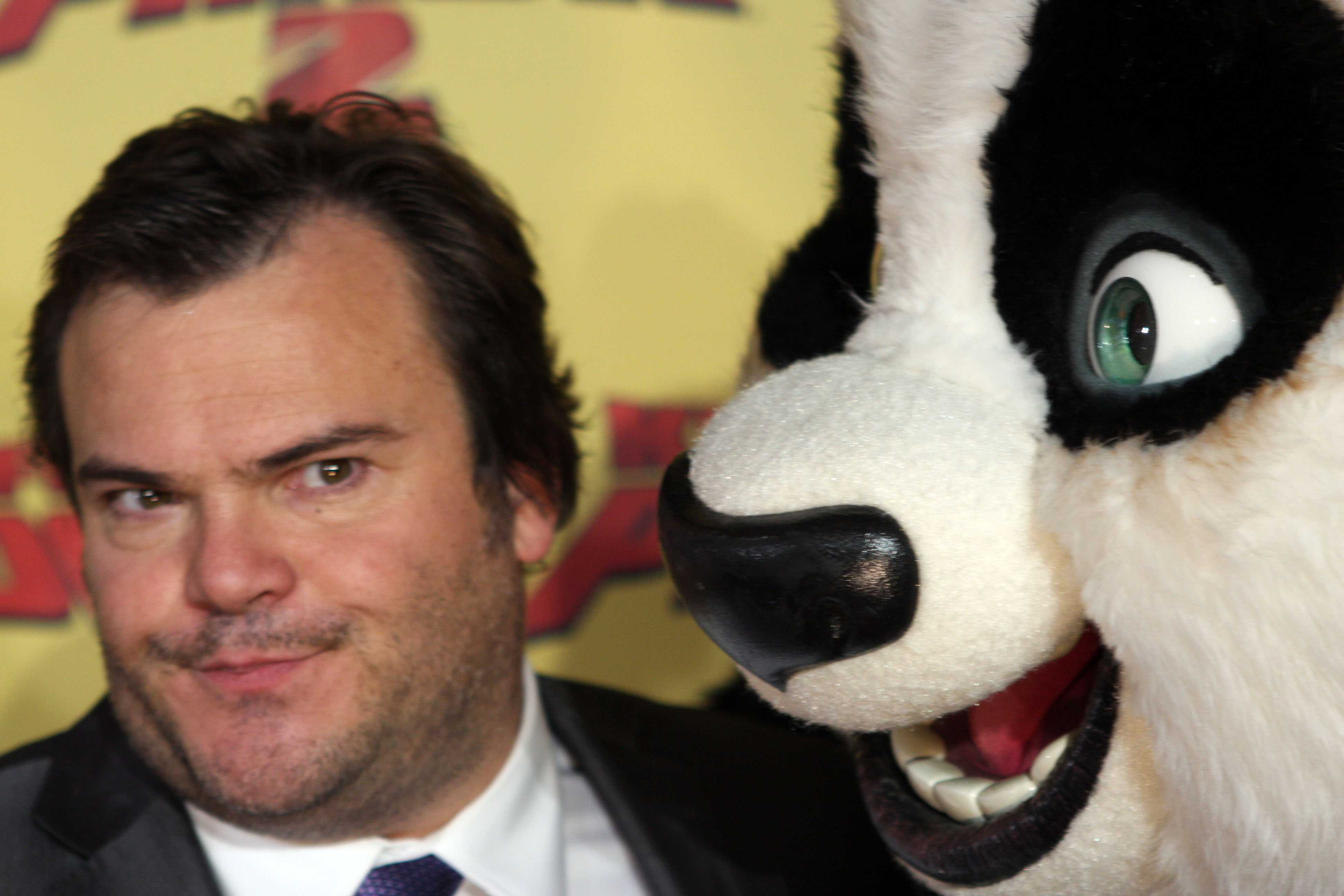
シドニーで開催されたプレミア上映会でのジャック・ブラック（2011年撮影）

括弧内は日本語吹替版の声優を指す。
- ポー（英語版）: ジャック・ブラック、リアム・ナイト（英語版）（幼少期）（山口達也）
- マスター・タイガー: アンジェリーナ・ジョリー（木村佳乃）
- シェン大老: ゲイリー・オールドマン（藤原啓治）
- 予言のおばば: ミシェル・ヨー（塩田朋子）
- マスター・カマキリ: セス・ローゲン（桐本琢也）
- マスター・ヘビ: ルーシー・リュー（MEGUMI）
- マスター・ツル: デヴィッド・クロス（真殿光昭）
- マスター・モンキー: ジャッキー・チェン（石丸博也）
- ミスター・ピン: ジェームズ・ホン（龍田直樹）
- シーフー老師: ダスティン・ホフマン（笹野高史）
- マスター・ウシ: デニス・ヘイスバート（玄田哲章）
- マスター・ワニ: ジャン＝クロード・ヴァン・ダム（木村雅史）
- マスター・サイ: ヴィクター・ガーバー（立木文彦）
- ウルフ隊長: ダニー・マクブライド（森川智之）
- リー・シェン: フレッド・タタショア（楠見尚己）
- 市場のヒツジ: ローレン・トム（さとうあい）
- イノシシ: コンラッド・ヴァーノン
- 子ども1: （勝隆一）
- 子ども2: （吉永拓斗）
- ウルフ: （斉藤次郎）
- 見習いブタ: （佐藤せつじ）
- 村の子ウサギ: （小柴大河）
- 村の子ども1: （小嶋一星）
- 村の子ども2: （星野亜門）
- 店のウサギ少女: （河口舞華）
- 店のブタ: （高瀬右光）
- ゴリラの衛兵: （乃村健次）
- ウルフ兵士: （相沢まさき）
- ウルフ門番1: （山口りゅう）
- ブタの母: （堀越真己）

予告編では、シーフー老師は有本欽隆が声を担当した。

## 製作
2008年6月にシリーズの第1作『カンフー・パンダ』が公開された後、ドリームワークス・アニメーションは副題を『Pandamoneum』とした2作目を企画した。2010年までに『The Kaboom of Doom』に変更、後に『カンフー・パンダ2』に改題された。続編の監督には第1作でストーリー責任者を務めたジェニファー・ユー・ネルソンが起用され、オリジナルキャストが続投した。『モンスターVSエイリアン』以降のドリームワークス・アニメーション作品と同様に、本作もドリームワークスの立体視技術「InTru3D」で制作されている。
第1作で脚本と共同プロデューサーを務めたジョナサン・アイベルとグレン・バーガーが続投し、制作の初期段階からチャーリー・カウフマンが脚本に参加していた。
本作では、制作スタッフが中国文化に親しんでいる様子がうかがえた。2008年、第1作の公開後、ドリームワークスCEOのジェフリー・カッツェンバーグをはじめ、プロダクションデザイナーのレイモンド・ジバック、監督のジェニファー・ユー・ネルソンらが「パンダの故郷」とされる成都の街を訪れた。ジャイアントパンダ研究センターで本物のパンダを見るだけでなく、プロダクションデザイナー、クルーは現地の文化も学んだ。カッツェンバーグは、続編では成都の要素を多く取り入れると明言していた。また、風景や建築は、道教の山として有名な青城山からヒントを得ている。ジバックは、『チャイナデイリー』のインタビューで、パンダ研究センターが本作に大きな影響を与えたこと、また、生後1ヶ月の子パンダ「ア・バオ」を抱いた経験が、フラッシュバックで赤ちゃんポーのアイディアになったと語っている。また、麻婆豆腐や担担麺などの四川料理を取り入れるアイデアも生まれた。バーガーは『Movieline』のインタビューで、「本作は、アメリカ人のための中国を舞台にした映画ではなく、世界中の人々のための、神話的で普遍化された中国を舞台にした映画だ」と述べている。

## 封切り
本作は公開に先立ち、5月上旬に2011年カンヌ国際映画祭で上映された。アメリカでは、2011年5月22日にカリフォルニア州ハリウッドのグローマンズ・チャイニーズ・シアターで初上映された。2011年5月26日にアメリカと韓国で、6月10日にイギリスで、6月23日にオーストラリアで、公開された。また、EMEA地域ではIMAXシアターで公開された。

### マーケティング
ドリームワークス・アニメーションは、1億ドルを投じてプロモーション・パートナーを作り、作品のマーケティングを構築している。本作では、マクドナルド、AT&T、ベスト・バイ、ゼネラル・ミルズ、Sun-Maid、AirHeads、ヒントウォーター、ヒューレット・パッカードとパートナーシップを結んでいる。本当のキャラクターは、さまざまなメディアで製品や広告キャンペーンに使用されている。スタジオは、プロモーションのためにソーシャルメディアへの取り組みも進めている。
また、ハウス食品アメリカと提携し、豆腐をはじめとする同社製品のブランディングに映画の広告を使用した。

### DVDリリース
2011年12月13日にDVDとBlu-rayで発売され、短編作品『カンフーパンダ マスターへの道』とテレビシリーズ『カンフー・パンダ ザ・シリーズ』のエピソードが収録された。2013年2月現在、全世界で650万本販売されている。

## 作品の評価

### 映画批評家によるレビュー
批評家集団サイト、Rotten Tomatoesでは、182件のレビューに基づく支持率が81％、平均評価は6.90/10となっている。同サイトの批評では、「第1作のファンにとっては、ストーリーの流れが少し馴染んでいるように見えるかもしれないが、本作にはそれを補うだけのアクション、コメディ、映像の輝きがある」と述べられている。Metacriticでは、34人の批評家による加重平均スコアが100点満点中67点となり、「概ね好評」であることが示されている。
『バラエティ』は「ダイナミックな3D格闘シーンが加わり、さらにパワーアップした価値ある続編」と評価し、『ハリウッド・リポーター』も同様に本作を賞賛している。ロジャー・イーバートは4つ星のうち3.5を与え、「続編はオリジナルより優れており、前作のストーリーを拡張した野心的な作品である」と賞賛した。
一部の批評家は、本作の暗いテーマでのエグゼクティブ・プロデューサー、ギレルモ・デル・トロの作品の影響を指摘し、『TwitchFilm.net』のジム・チューダーは、デル・トロの参加により、本作は「ポーのヒーローとしての旅路と個人的な問題を深く掘り下げ、キャンベルの原型を呼び起こすと同時に、あらゆる年齢層に適したメインストリーム・エンターテイメントとして十分に成立している」と述べている。
第1作と同様、アニメーションは絶賛されており、『フィルム・ジャーナリスト・インターナショナル』のフランク・ラブスは、本作を「見ていて本当に美しい」と評し、「美と感性の両面から働きかける」と述べている。『ロサンゼルス・タイムズ』のベッツィー・シャーキーは、「本作は、単なる壁一面のアニメーションではなく、最高級の芸術作品なのだ」と書いている。『エンパイア』のアンジー・エリゴは、ゲイリー・オールドマンを「羽の生えた悪魔を演じるファビュラスと彼のアニメーターは、見事なバレエのような戦闘スタイルで彼の演技を誇り、扇の尾は致命的な魅力を放つ」と評価した。『ニューヨーク・ポスト』のカイル・スミスは、「クジャクに恐怖を感じるのはちょっとつらい（第1作のユキヒョウの方がよっぽど不吉だった）。しかし、アニメーターが担当し、シェン大老の表情でまばゆくすることに成功している」と評価した。

### 興行収入
本作は、アメリカとカナダで1億6,520万ドル、その他の地域で5億40万ドル、全世界で6億6,570万ドルを記録した。3Dは、全世界の興行収入の約53%に貢献した。全世界では、2011年第6位の興行収入、アニメーション映画第26位の興行収入を記録している。初週末の世界興行収入は1億890万ドルで、『パイレーツ・オブ・カリビアン/生命の泉』『ハングオーバー!! 史上最悪の二日酔い、国境を越える』に次ぐ第3位となった。女性監督作品としては、2年後の『アナと雪の女王』まで、また女性単独監督作品としては『ワンダーウーマン』まで、最高の興行収入を記録した。
北米では、初日の興行収入が580万ドルとなり、『ハングオーバー!! 史上最悪の二日酔い、国境を越える』に次ぐ2位となった。金曜日には1,310万ドルを記録し、第1作目のオープニング金曜日の2,030万ドルに及ばない結果となった。週末3日間の興行収入は4,770万ドルで、第1作目のデビュー作の6,020万ドルに及ばず、『ハングオーバー!! 史上最悪の二日酔い、国境を越える』に次ぐ第2位となった。その後、戦没将兵追悼記念日に1,320万ドルを記録し、週末4日間で6,090万ドルを達成した。
北米以外では、北米デビューと同じ週末に5,550万ドルを記録し、公開された11カ国中9カ国で興行収入トップを獲得した。総合順位は、『パイレーツ・オブ・カリビアン/生命の泉』『ハングオーバー!! 史上最悪の二日酔い、国境を越える』に次ぐ3位となった。北米以外の地域では2週連続（第3週、第4週）の週末興行収入で首位となった。
北米に次ぐ高収益市場である中国では、週末2日間で1,930万ドルと1,670万ドルの2種類の興行成績が報告され、国内での初日記録を記録した。総収入は9,319万ドルで、中国で公開されたアニメ映画としては、これまでの記録保持者である『カンフー・パンダ』（2,600万ドル）を上回り、最高額となった。2015年に『西遊記 ヒーロー・イズ・バック』に抜かれるまで、その記録を保持していた。アジアをテーマにしたこの作品は、マレーシア、フィリピン、シンガポール、韓国、タイで、アニメー ション映画として最大のオープニング週末興行収入を記録した。ベトナムで公開された映画としては、『アバター』を超える最高興行収入を記録した。

### 受賞歴
| 賞                                 | カテゴリー                                   | 受賞歴                                                                                    | 結果       | 脚注          |
| ---------------------------------- | -------------------------------------------- | ----------------------------------------------------------------------------------------- | ---------- | ------------- |
| アカデミー賞                       | 長編アニメ映画賞                             | ジェニファー・ユー・ネルソン                                                              | ノミネート | [ 57 ]        |
| 女性映画ジャーナリスト同盟賞       | アニメ映画賞                                 | 『カンフー・パンダ2』                                                                     | ノミネート | [ 58 ]        |
| 女性映画ジャーナリスト同盟賞       | 女性アニメ賞                                 | アンジェリーナ・ジョリー                                                                  | ノミネート | [ 58 ]        |
| 女性映画ジャーナリスト同盟賞       | 女性監督賞                                   | ジェニファー・ユー・ネルソン                                                              | ノミネート | [ 58 ]        |
| 第39回アニー賞                     | 長編作品賞                                   | メリッサ・コブ                                                                            | ノミネート | [ 59 ] [ 60 ] |
| 第39回アニー賞                     | 長編作品視覚効果賞                           | デイブ・ティッジウェル ジェイソン・メイヤー                                               | ノミネート | [ 59 ] [ 60 ] |
| 第39回アニー賞                     | 長編作品キャラクター・アニメーション賞       | ダン・ワグナー ピエール・ペリフェール                                                     | ノミネート | [ 59 ] [ 60 ] |
| 第39回アニー賞                     | 長編作品監督賞                               | ジェニファー・ユー・ネルソン                                                              | 受賞       | [ 59 ] [ 60 ] |
| 第39回アニー賞                     | 長編作品美術賞                               | レイモンド・ジルバック                                                                    | 受賞       | [ 59 ] [ 60 ] |
| 第39回アニー賞                     | 長編作品絵コンテ賞                           | ゲイリー・グラハム フィリップ・クレイベン                                                 | ノミネート | [ 59 ] [ 60 ] |
| 第39回アニー賞                     | 長編作品声優賞                               | ゲイリー・オールドマン ジェームズ・ホン                                                   | ノミネート | [ 59 ] [ 60 ] |
| 第39回アニー賞                     | 長編作品編集賞                               | クレア・ナイト                                                                            | ノミネート | [ 59 ] [ 60 ] |
| 米国作曲家作詞家出版者協会賞       | 興行成績上位作品賞                           | ハンス・ジマー ジョン・パウエル                                                           | 受賞       |               |
| 声優アワード                       | 長編映画部門ヴォーカル・アンサンブル賞       | 『カンフー・パンダ2』                                                                     | 受賞       | [ 61 ]        |
| 声優アワード                       | 長編映画部門女性ヴォーカル・パフォーマンス賞 | アンジェリーナ・ジョリー                                                                  | ノミネート | [ 61 ]        |
| 声優アワード                       | 長編映画部門男性ヴォーカル・パフォーマンス賞 | ゲイリー・オールドマン                                                                    | ノミネート | [ 61 ]        |
| クリティクス・チョイス・アワード   | アニメ映画賞                                 | ジェニファー・ユー・ネルソン                                                              | ノミネート | [ 62 ]        |
| ゴールデンリール賞                 | 音響編集賞                                   | ジョン・マーキス                                                                          | ノミネート | [ 63 ]        |
| ゴールデン・トマト賞               | アニメ映画賞                                 | 『カンフー・パンダ2』                                                                     | 5位        | [ 64 ]        |
| デンバー映画批評家協会賞           | アニメ映画賞                                 | 『カンフー・パンダ2』                                                                     | ノミネート | [ 65 ]        |
| ヒューストン映画批評家協会賞       | アニメ映画賞                                 | 『カンフー・パンダ2』                                                                     | ノミネート | [ 66 ]        |
| 2012年キッズ・チョイス・アワード   | フェイバリットアニメーション映画賞           | 『カンフー・パンダ2』                                                                     | ノミネート | [ 67 ]        |
| 2012年キッズ・チョイス・アワード   | アニメーション映画の声優賞                   | ジャック・ブラック                                                                        | ノミネート | [ 67 ]        |
| オンライン映画批評家協会賞         | アニメ映画賞                                 | メリッサ・コブ                                                                            | ノミネート | [ 68 ]        |
| ピープルズ・チョイス・アワード     | アニメ映画声優賞                             | ジャック・ブラック                                                                        | ノミネート | [ 69 ]        |
| 全米製作者組合賞                   | アニメ映画賞                                 | メリッサ・コブ                                                                            | ノミネート | [ 70 ]        |
| サンディエゴ映画批評家協会賞       | アニメ映画賞                                 | ジェニファー・ユー・ネルソン メリサ・コブ                                                 | ノミネート | [ 71 ]        |
| サテライト賞                       | アニメーション・ミックスメディア映画賞       | 『カンフー・パンダ2』                                                                     | ノミネート | [ 72 ]        |
| サターン賞                         | アニメ映画賞                                 | 『カンフー・パンダ2』                                                                     | ノミネート | [ 73 ]        |
| セントルイス映画批評家協会賞       | アニメ映画賞                                 | ジェニファー・ユー・ネルソン                                                              | ノミネート | [ 74 ]        |
| 2011年ティーン・チョイス・アワード | アニメ映画声優賞                             | ジャック・ブラック                                                                        | ノミネート | [ 75 ]        |
| 第10回視覚効果協会賞               | アニメ映画視覚効果賞                         | メリッサ・コブ アレックス・パーキンソン ジェニファー・ユー・ネルソン レイモンド・ジバッハ | ノミネート | [ 76 ]        |
| 女性映画批評家協会賞               | 女性アニメ映画賞                             | 『カンフー・パンダ2』                                                                     | ノミネート | [ 77 ]        |